# Pteroceras
Pteroceras là một chi thực vật có hoa trong họ, Orchidaceae.